# 주아이 천황
주아이 천황(일본어: 仲哀天皇, ? ~ 200년 음력 2월 6일))은 일본의 제14대 천황(재위: 192년 음력 1월 11일 ~ 200년 음력 2월 6일)으로 전하는 인물이다. 일본식 시호는 다라시나카쓰히코스메라노미코토(足仲彦天皇), 고사기(古事記)는 대중일자천황(帯中日子天皇)으로 나와있다. 고사기(古事記)와 일본서기(日本書紀)에는 게이코 천황(景行天皇)의 손자이고, 야마토 다케루(日本武尊) 왕자의 둘째 아들이며, 그의 부인은 진구 황후로 기록되어 있다.
다라시히코(足彦, 帯日子, 帯日古, 帯比古) 칭호는 제12대 게이코, 제13대 세이무, 제14대 주아이 등 3명의 천황이 가지고 있는데, 7세기 전반에 재위했던 것이 확실한 제34대 조메이, 제35대 고교쿠(제37대 사이메이) 등 2명의 천황도 같은 칭호를 가지고 있음을 볼 때, 다라시히코 칭호는 7세기 전반의 것으로 보인다. 따라서 제12, 13, 14대 천황들에 대한 다라시히코 칭호는 후세의 조작으로 보는 설이 있고, 주아이 천황의 실존성에는 의문이 생긴다. 《고사기》와 《일본서기》의 기사의 대부분은 야마토타케루노미코토(日本武尊)의 이야기가 차지하고 있고, 나머지는 제기(帝紀 : 천황 또는 황실의 계보 등) 부분으로 되어 있어, 역사적 실재성에는 의문을 가질 수도 있다.

## 개요
그가 실존했는지 가족관계가 사실인지에 의혹이 있다. 기록에는 실존 인물인지 가공 인물인지 모르는 야마토 타케루(日本武尊)의 아들이자 진구 황후(神功皇后)의 남편으로 기록된 인물이며, 이 두 명의 존재 및 그들에 관련된 이야기를 사실로서 말하기 위해서 창조된 고지기와 일본서기에 기록된 것이 주아이 천황이라는 말이 있다. 주아이 천황 가공 인물설이 나왔다.
또한 주아이는 오진 천황(応神天皇)의 아버지로 기록되었지만 확실하지 않다. 그러나 오진 천황은 390년?쯤에 천황으로 즉위한 인물로 주아이 천황에 할당된 연대가 틀릴 수있다는 것을 의미한다.
또 주아이 천황의 이름인 다라시나카쓰히코(足仲彦, 帯中日子)라고 하는 이름이 다라시와 히코를 제외하면 나카쓰라고 하는 이름이 남지만, 이것은 추상 명사이며 고유 명사라고는 생각하기 힘들다(나카노오에노미코(中大兄皇子)와 같이 통상은 보통 명사로 사용된다). 즉 주아이 천황의 이름은 그 당시의 이름으로 바탕으로 한 것이 아니고, 추상적인 보통 명사이다. 한층 더 일본서기에서는 아버지 야마토타케루노미코토의 사후 36년이나 지나고 나서 태어난 것도 부자연스러움도 있어, 주아이 천황 가공 인물설을 지지하는 의견도 적지 않다.
그가 실존했다면 당시에는 덴노라는 명칭이 사용되지 않았으므로 후의 사가가 그에게 덴노라는 호칭을 붙인 것으로 추정된다. 당시의 야마토는 큰 세력이 아니었으며, 일본의 일부만을 지배하였을 것으로 추정된다.

## 생애
전설에 따르면 신이 그의 아내에게 주아이 천황이 해외의 부유한 땅을 얻을 것이라고 약속하였다. 그러나 그는 신을 의심하였고, 이에 신이 격노하여 그에게 땅을 주지 않았다. 결국 그가 죽은 뒤 임신 중이었던 아내 진구 황후가 그 땅을 정복하였는데, 그 곳은 지금의 한국이라고 알려졌었다.
그러나 이는 일본의 당시 국력과 상황을 볼 때 사실이 아니며, 19세기부터 임나일본부설의 주요한 근거가 되어 일제의 조선 침략의 구실이 되었다. 현재 진구 황후의 한국 정벌은 정설로 받아들여지지 않고 있다.

## 가계
- 조부 : 일본 제12대 게이코 천황(景行天皇, 기원전 13~130)
- 조모 : 하리마노이나비노오이라쓰메(播磨稲日大郎姫)
  - 아버지 : 야마토타케루노미코토(日本武尊)
  - 어머니 : 후타지이리히메노미코토(両道入姫命)
    - 황후 : 진구황후 오키나가타라시히메노미코토(神功皇后 氣長足姫尊, 170~269) - 가이카 천황의 현손 오키나가노스쿠네노미코(息長宿禰王)의 딸
      - 아들 : 일본 제15대 오진 천황(應神天皇, 201~310)

    - 왕비 : 오나카쓰히메노미코토(大中姫命) - 케이코 천황의 황자 히코히토오오에(彦人大兄)의 딸
      - 아들 : 가고사카노미코(麛坂皇子, ?~201)[1]
      - 아들 : 오시쿠마노미코(忍熊皇子, ?~201)[2]

    - 왕비 : 오토히메(弟媛)
      - 아들 : 호무야와케노미코(誉屋別皇子)[3]

| 전 임 세이무 천황 | 제14대 일본 천황 192년 2월 11일? ~ 200년 3월 8일? | 후 임 진구 황후 |

## 같이 보기
- 일본 천황